# Psimada albodentata
Psimada albodentata là một loài bướm đêm trong họ Noctuidae.